# 大津首
大津 首（おおつ の おびと）は、奈良時代の貴族・陰陽師・漢詩人。名は意毘登とも記される。僧名は義法。姓は連。位階は従五位上。

## 経歴
初め出家して義法と名乗って学問僧として新羅に留学し、文武朝末の慶雲4年（707年）遣新羅大使・美努浄麻呂に率いられて義基・惣集・慈定・浄達らと共に帰国する。和銅7年（714年）占術に優れたことから、還俗して大津連の姓と意毘登の名を与えられ、従五位下に叙爵した。
養老5年（721年）百官のうちで学業に優れて模範となるべき者に対して後進の励みとするために、元正天皇から特別に褒賞を与えることになったが、首は津守通らと共に陰陽に優れていることを賞され、絁10疋・絹糸10絇・麻布20端・鍬20口を与えられている（この時の位階は従五位上）。天平2年（730年）諸博士が老いてきたことから学業を後進に教授することになった際、首は3人の弟子を取って陰陽を学ばせるように命ぜられた。
『懐風藻』に漢詩作品2首が採録されている。

## 官歴
『続日本紀』による。
- 和銅7年（714年） 3月10日：還俗（大津連意毘登）、従五位下
- 時期不詳：従五位上
- 養老5年（721年） 正月27日：賜絁10疋・絹糸10絇・麻布20端・鍬20口